# Ol-Svenstjärnen
Ol-Svenstjärnen är en sjö i Östersunds kommun i Jämtland och ingår i Indalsälvens huvudavrinningsområde.